# Holognathus stewarti
Holognathus stewarti är en kräftdjursart som först beskrevs av Henri Filhol 1885.  Holognathus stewarti ingår i släktet Holognathus och familjen Holognathidae.
Artens utbredningsområde är havet kring Nya Zeeland. Inga underarter finns listade i Catalogue of Life.